# Kakform
Kakform kan ha flera betydelser:

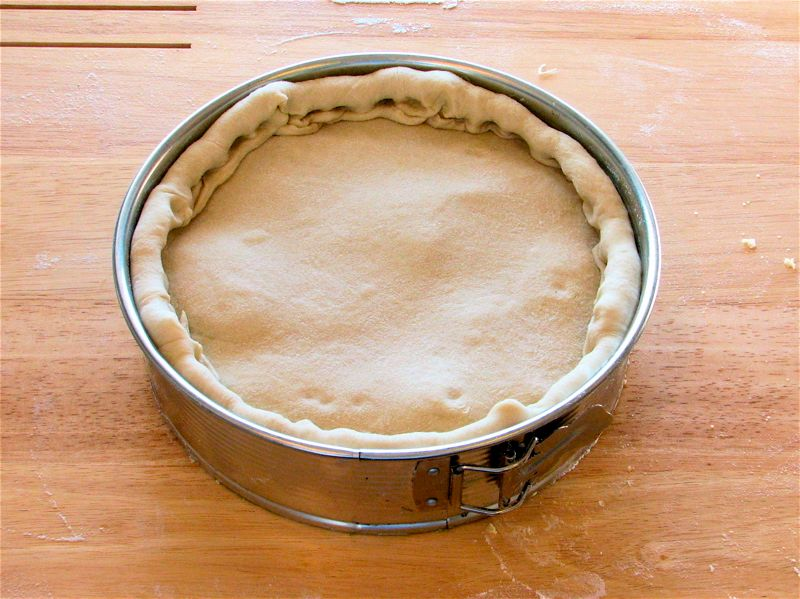
En kakform med löstagbar kant.

- En form, i regel av metall eller papper, som en kaka (antingen av större slag, som en sockerkaka, eller av mindre slag, såsom muffins) gräddas i. Metallformarna, beroende på dess utförande och storlek, kan antingen brukas upprepade gånger eller slängas efter användning, medan pappersformarna i regel är förbrukade efter en användning.
- En förpackning, exempelvis i plast, som den färdiga kakan lägges i. Denna typ av kakform ses oftast på konditorier.